# Бубакри, Инес
Ине́с Бубакри́ (араб. إيناس بوبكري ‎, род. 28 декабря 1988 года в городе Тунис) — тунисская фехтовалищица на рапирах, бронзовый призёр Олимпийских игр 2016 года в личном первенстве, двукратный призёр чемпионатов мира, участница четырёх летних Олимпийских игр (2008, 2012, 2016, 2020).

## Биография
На юниорском уровне максимальным достижением Бубакри стало шестое место на юношеском чемпионате мира 2008 года. В том же году она выступила на Олимпиаде в Пекине. Уже в первом раунде её соперницей стала опытнейшая 50-летняя Луань Цзюйцзе из Канады, которая становилась олимпийской чемпионкой в 1984 году за 4 года до рождения Бубакри. В итоге Бубакри уступила ей 9-13 и завершила борьбу уже после первого раунда.
На протяжении следующих лет тунисская фехтовальщица стабильно входила в список двадцати сильнейших рапиристок мира. На Олимпиаде в Лондоне Бубакри начала борьбу со второго раунда. В первом поединке она была сильнее американки Николь Росс, победив её со счётом 15-8. В следующем раунде она одолела 15-10 француженку Астрид Гияр. В четвертьфинале соперницей Инес стала пятикратная олимпийская чемпионка из Италии Валентина Веццали. Лишь в дополнительном периоде благодаря решающему уколу итальянка одержала победу со счётом 8-7. Бубакри завершила борьбу и заняла итоговое шестое место. 
На чемпионате мира 2014 года в Казани Бубакри впервые завоевала медаль мировых первенств, став бронзовым призёром индивидуального первенства рапиристок, разделив свою медаль всё с той же Веццали.
Замужем за французским фехтовальщиком Эрванном Ле Пешу, который принял ислам, чтобы жениться на мусульманке.